# 2017年馬來西亞沙巴環灘島船難
2017年馬來西亞沙巴環灘島船難發生於2017年1月28日，一艘馬來西亞快艇在該國亞庇海域至環灘島途中沉沒。快艇上載有3名馬來籍船員和27名中國籍遊客。沉船約31小時後，除1名船员和5名游客失蹤外，22人生還，4名中國遊客罹難。